# 浦东南路
浦东南路是中国上海市浦东新区的一条干道，南北走向，北起滨江大道泰东路渡口，南至上南路。全长4788米，宽17.5米到42米。浦东南路沿路分布有潍坊新村等住宅。
浦东南路最初在1920年填埋万鹤浜，修筑了一小段短而狭窄的煤渣路，名为震修路。1932年到1935年，完成浦东路（包括今浦东大道和浦东南路）工程，煤渣路面，宽度不足10米。1948年改名新马路。1955年改名浦东南路。1958年，浦东南路路幅拓宽至30米到36米（除了陆家嘴以北路段）。1960年代初，浦东南路路面作沥青表面处理。1988年延安东路隧道建成通车前，浦东南路再度拓宽，快车道改铺水泥混凝土路面。1996年,改建张家浜3号桥，同时对桥南不足30米宽路段进行拓宽。1997年，浦东大道至北护塘路（今银城中路一带）段448米道路进行拓宽，道路路幅扩至32米，同时道路再向北延伸400米至泰东路渡口。工程自3月开工、同年6月竣工。
上海地铁19号线与南北通道都将沿浦东南路走行。

## 交会道路（北向南）
- 滨江大道
- 银城中路/银城路
- 东城路
- 银洲街
- 陆家嘴东路/浦东大道
- 栖霞路
- 世纪大道
- 东昌路
- 商城路
- 启新路
- 张杨路（浦东南路地道）
- 潍坊西路/潍坊路
- 唐家浜路
- 浦电路
- 北张家浜路
- 张家浜路
- 峨山路
- 塘桥路
- 塘桥新路/浦建路（浦东南路在此處有人行天桥[3]）
- 微山路
- 浦澳路
- 龙阳路
- 东三里桥路
- 胶南路/浦三路
- 南码头路
- 华丰路
- 东方路
- 沂林路
- 莲南路
- 高科西路
- 云台路
- 洪山路
- 上南路接耀华路

## 轨道交通
- 世纪大道口：21419浦东南路站
- 商城路口：919商城路站
- 潍坊路口：19潍坊路站
- 浦建路口：419塘桥站
- 南码头路口：19南码头路站
- 华丰路口：19华丰路站
- 云台路口：7云台路站
- 上南路口：78耀华路站

## 沿路建築
- 上海证券大廈（上海证券交易所总部）
- 同济大学附属东方医院总院（门牌号编于即墨路）
- 上海第一八佰伴